# Actia rubiginosa
Actia rubiginosa là một loài ruồi trong họ Tachinidae.